# Twee mazurka's
De Twee mazurka’s zijn voor zover bekend de twee vroegste composities van Mieczysław Weinberg. Weinberg dateerde nummer 1 in f mineur op 17 november en nummer 2 in a mineur op 21 november 1933. Hij was toen nog dertien jaar oud. Het zijn de enige twee werkjes van deze componist, die geen opusnummer hebben. Ze zijn alleen bewaard gebleven doordat de componist ze meenam op zijn latere vlucht voor Nazi-Duitsland, die pas in Tasjkent zou eindigen.
Józef Turczyński was Weinbergs pianodocent aan het Conservatorium van Warschau.